# Heliconius pseudoleda
Heliconius pseudoleda är en fjärilsart som beskrevs av Heinrich Neustetter 1932. Heliconius pseudoleda ingår i släktet Heliconius och familjen praktfjärilar. Inga underarter finns listade i Catalogue of Life.